# Ottawa (Ohio)
Ottawa is een plaats (village) in de Amerikaanse staat Ohio, en valt bestuurlijk gezien onder Putnam County.

## Demografie
Bij de volkstelling in 2000 werd het aantal inwoners vastgesteld op 4367.
In 2006 is het aantal inwoners door het United States Census Bureau geschat op 4448, een stijging van 81 (1.9%).

## Geografie
Volgens het United States Census Bureau beslaat de plaats een oppervlakte van
10,1 km², waarvan 10,0 km² land en 0,1 km² water. Ottawa ligt op ongeveer 235 m boven zeeniveau.

## Plaatsen in de nabije omgeving
De onderstaande figuur toont nabijgelegen plaatsen in een straal van 12 km rond Ottawa.